# Ariocarpus bravoanus
Ariocarpus bravoanus H.M.Hern. & E.F.Anderson – gatunek sukulenta z rodziny kaktusowatych. Występuje w Meksyku w stanie San Luis Potosí.

## Morfologia
PokrójKulisty.
KwiatyFioletowoczerwone.

## Zmienność
Wyodrębnia się podgatunki:
- Ariocarpus bravoanus subsp. bravoanus
- Ariocarpus bravoanus subsp. hintonii – pierwotnie sklasyfikowany w 1989 r. jako Ariocarpus fissuratus var. hintonii[5], następnie w 1997 przeniesiony jako podgatunek A. bravoansus przez Andersona i Fitz Maurice[6].

## Zagrożenia
Roślina umieszczona przez IUCN w Czerwonej księdze gatunków zagrożonych jako narażona na wymarcie (kategoria zagrożenia VU). Za główne zagrożenie uznano nielegalne pozyskiwanie z naturalnych stanowisk. W Europie sprzedaż gatunków rodzaju Ariocarpus jest nielegalna.